# Denham (Minnesota)

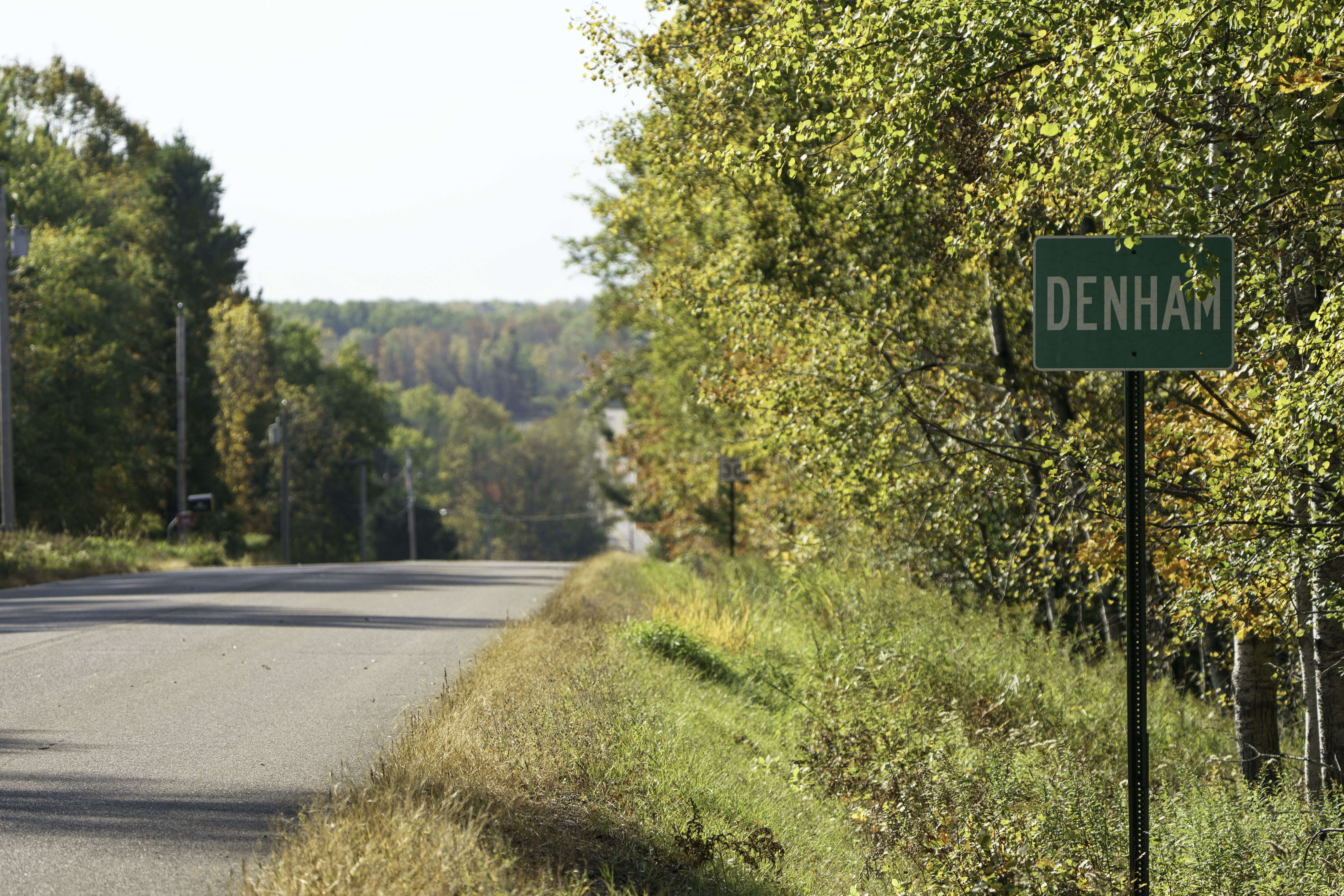
Pancarte pour Denham

Pour les articles homonymes, voir Denham.
Denham est une ville américaine située dans le Comté de Pine, dans le Minnesota. Selon le recensement de 2010, sa population est de 35 habitants.